# Hechos 9

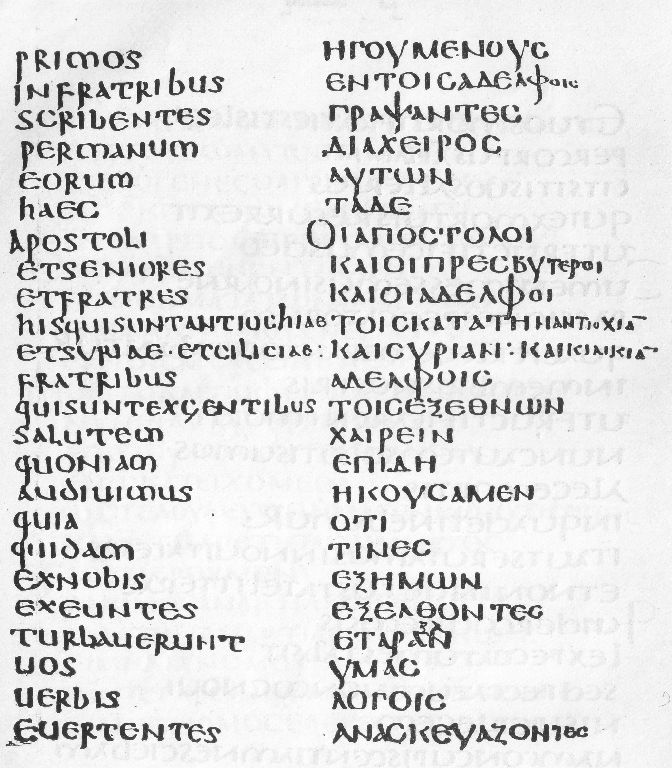
Hechos 15:22-24 en latín (columna izquierda) y griego (columna derecha) en el Codex Laudianus, escrito hacia el año 550 d.C.

Hechos 9 es el noveno capítulo de los Hechos de los Apóstoles del Nuevo Testamento de la Biblia cristiana. Registra la conversión de Pablo y los trabajos de  Pedro. El libro que contiene este capítulo es de autor anónimo pero la tradición cristiana primitiva afirmó uniformemente que Lucas compuso este libro así como el Evangelio de Lucas.

## Texto
El texto original fue escrito en griego koiné. Este capítulo está dividido en 43 Versículos.

### Testigos textuales
Algunos manuscritos antiguos que contienen el texto de este capítulo son:
Ÿ En griego
- Papiro 53 (siglo III; existen los Versículos 33 a 10:1)

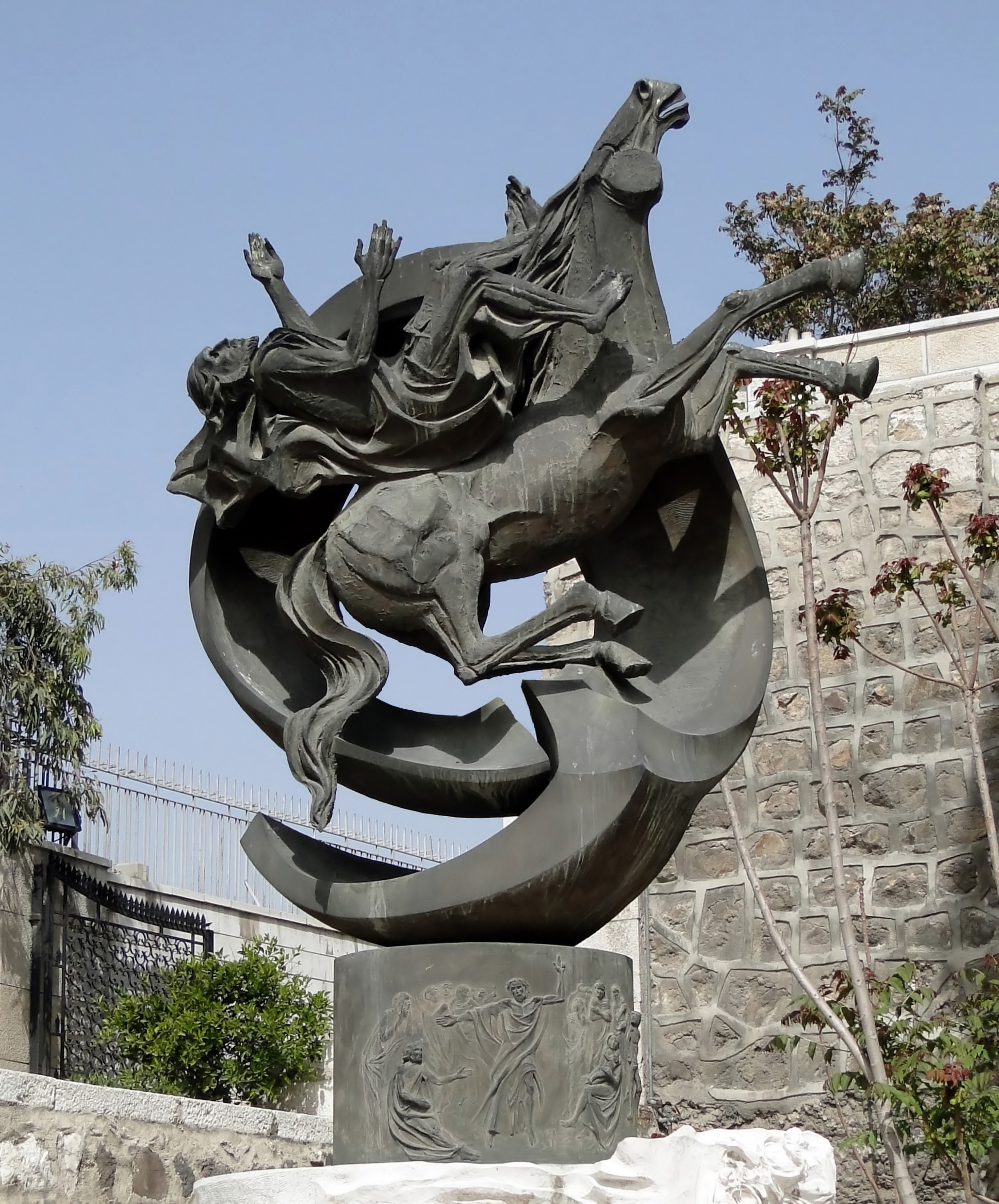
Estatua de San Pablo en Damasco

- Códice Vaticano (325-350)
- Códice Sinaítico (330-360)
- Codex Bezae (~400)
- Codex Alexandrinus (400-440)
- Codex Ephraemi Rescriptus (~450)
- Codex Laudianus (~550)

Ÿ En latín
- Palimpsesto de León (siglo VII; completo).[3]

.

## Visión de Ananías (9:10-19)

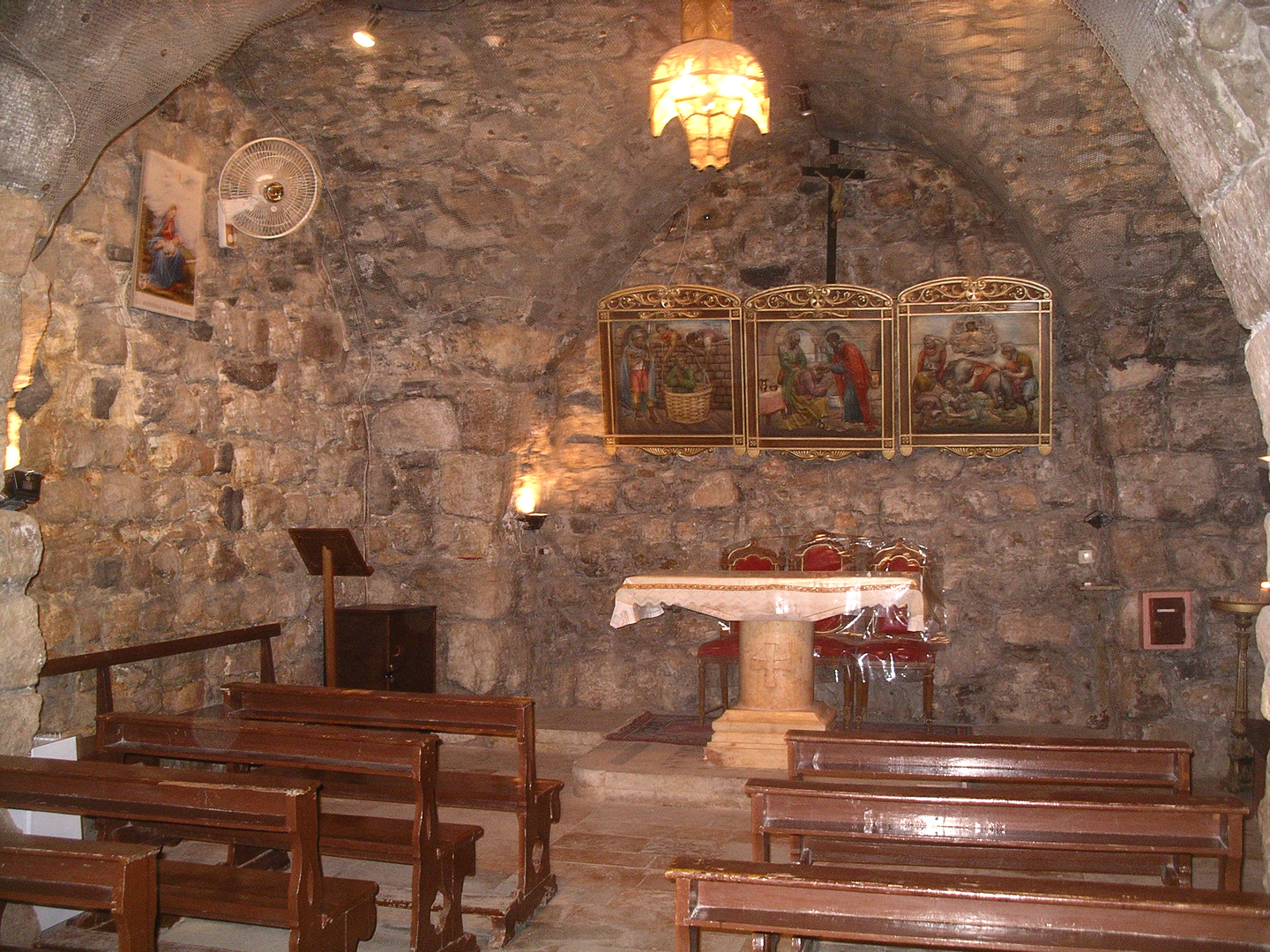
Se cree que la casa es de Ananías de Damasco en Damasco

## Saulo en Damasco (9:19-25)

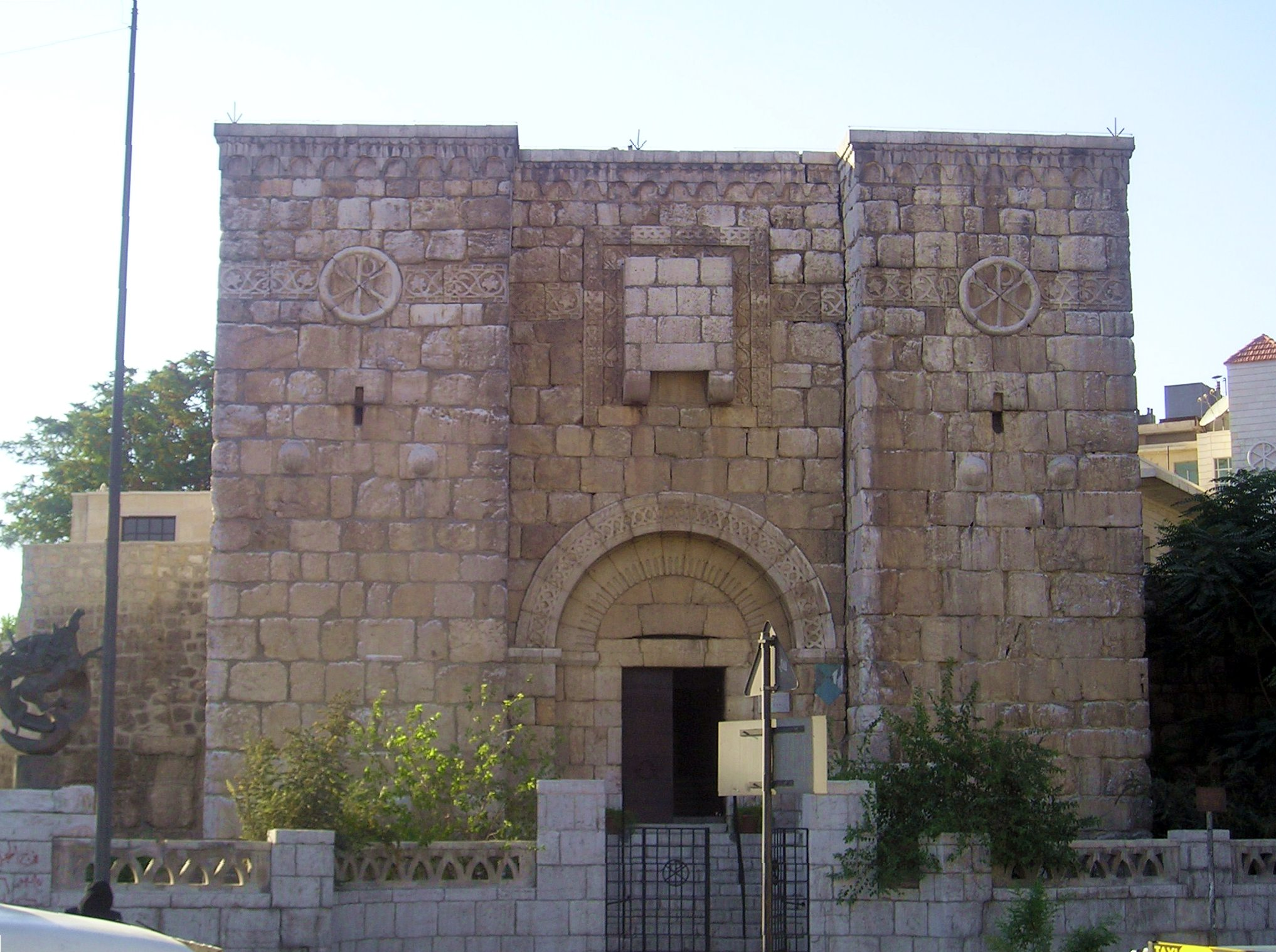
Puerta de Bab Kisan (ahora Capilla de San Pablo), donde se cree que Pablo escapó de la persecución en Damasco

## La curación de Tabita (9:36-43)

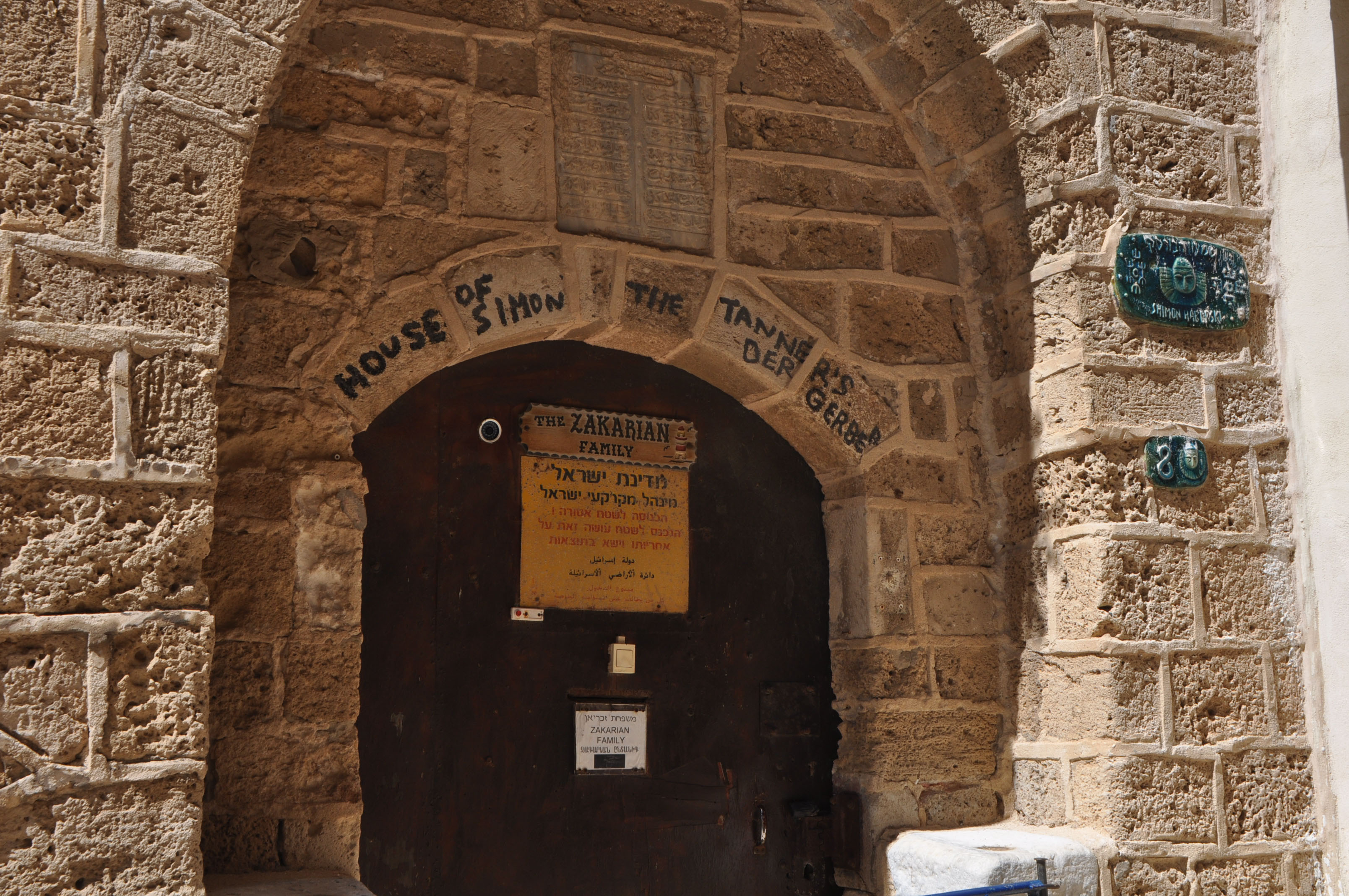
Entrada de la casa de Simón el Curtidor en Jope (Jaffa), donde se alojó Pedro (Hechos 9:43)